# The Speed Girl
The Speed Girl es una película de comedia muda estadounidense perdida de 1921 producida por Realart Pictures y lanzada a través de Paramount Pictures. Fue dirigida por Maurice Campbell, un director y productor de Broadway, y protagonizada por Bebe Daniels, una popular actriz de cine veterana de 20 años.
La película supuestamente se amplió a un guión de la sentencia de cárcel de la vida real de Bebe Daniels de 10 días por exceso de velocidad.

## Trama
Como se describe en una revista de cine, la estrella de cine Betty Lee (Daniels) está enamorada del oficial naval Tom Manley (von Eltz). Tom debe regresar a su barco a cierta hora y Betty, sin darse cuenta de la importancia de esto, retrasa su reloj. Cuando le dicen que lo someterán a un corte marcial si no llega a tiempo a la cubierta, Betty se esfuerza por traerlo de regreso a la ciudad. Ella es arrestada por exceso de velocidad y puesta en una celda de la cárcel. Cientos de admiradores la visitan y el juez Ketcham (Courtright), que la había sentenciado, trae un ramo y se disculpa. Betty se hace amiga de un compañero de prisión y también es fundamental para ayudarla.

## Elenco
- Bebe Daniels como Betty Lee
- Theodore von Eltz como Tom Manley
- Frank Elliott como Carl D'Arcy
- Walter Hiers como Jabonoso Taylor
- Norris Johnson como Hilda
- Verdaderamente Shattuck como la Sra. Sotavento
- William Courtright como el juez Ketcham
- Barbara Maier como la niña